# ミドリヒョウモン
ミドリヒョウモン（緑豹紋、Argynnis paphia） は、チョウ目（鱗翅目）タテハチョウ科ヒョウモンチョウ族に分類されるチョウの一種。ユーラシア大陸の温帯域に広く分布するチョウで、和名通り後翅裏側に緑色を帯びるのが特徴である。
成虫の前翅長は35-40mmほど。後翅裏側は黄緑色で、外縁と中央に白い縦帯が走る。後翅のつけ根にも切れこむような縦長の白斑が2つある。この後翅裏側の模様で類似種のクモガタヒョウモン、ウラギンスジヒョウモン、オオウラギンスジヒョウモン、メスグロヒョウモンなどと区別できる。また、前翅先端に白斑が無いのはオス、三角形の白い斑紋があるのはメスである。
翅の表側は他のヒョウモンチョウ類と同様に黄色地に黒条や黒斑が並ぶ。オスは斑点が少なく、前翅中央部に発香鱗条が4本の横しまをなす。メスにはこの横しまがなく、斑点が大きく発達する。また、メスの一部には翅の表側全体に黒っぽい黄緑色を発色するものがおり、「暗色型」と呼ばれる。

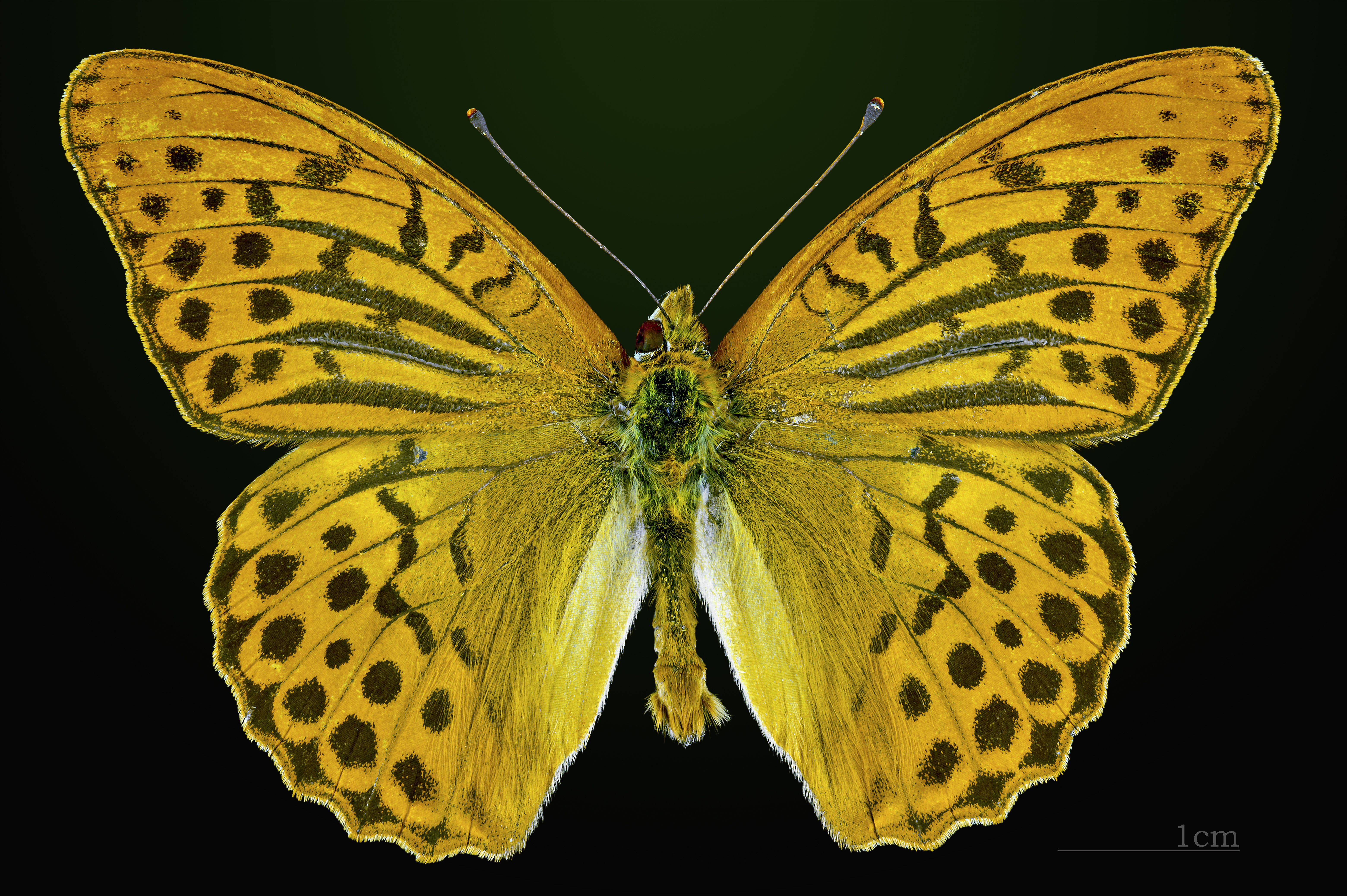
♂
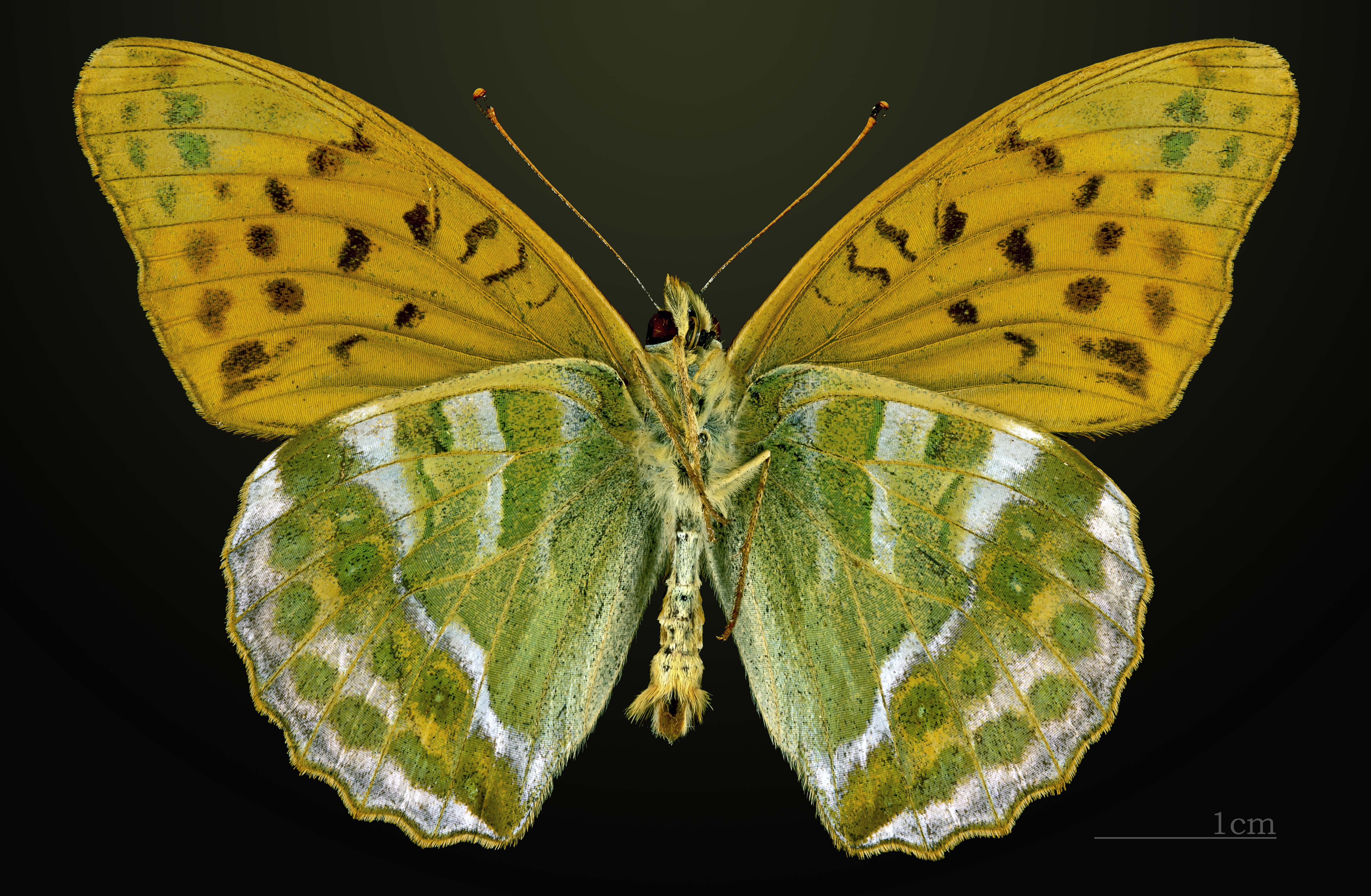
△ ♂
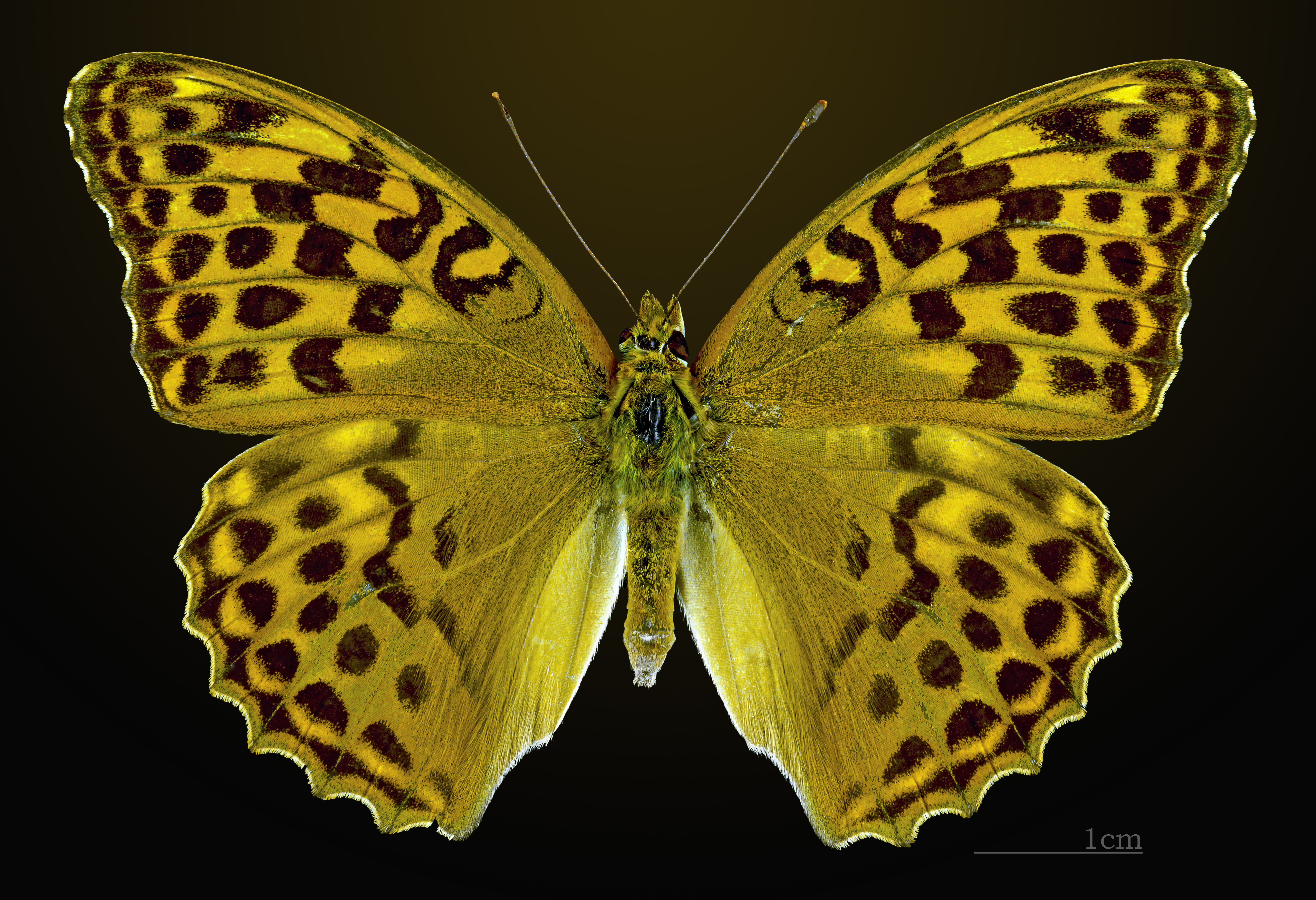
♀
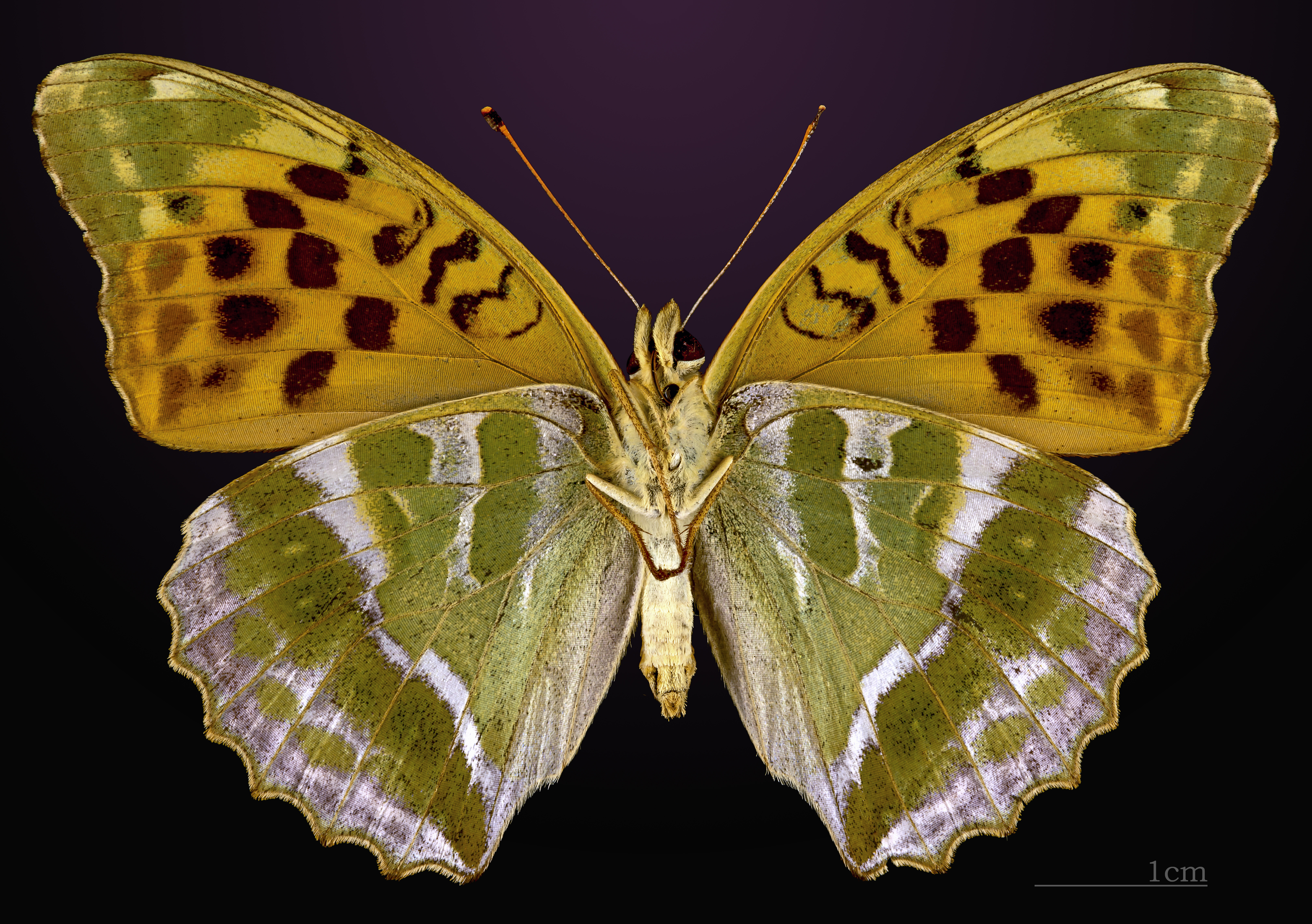
△ ♀

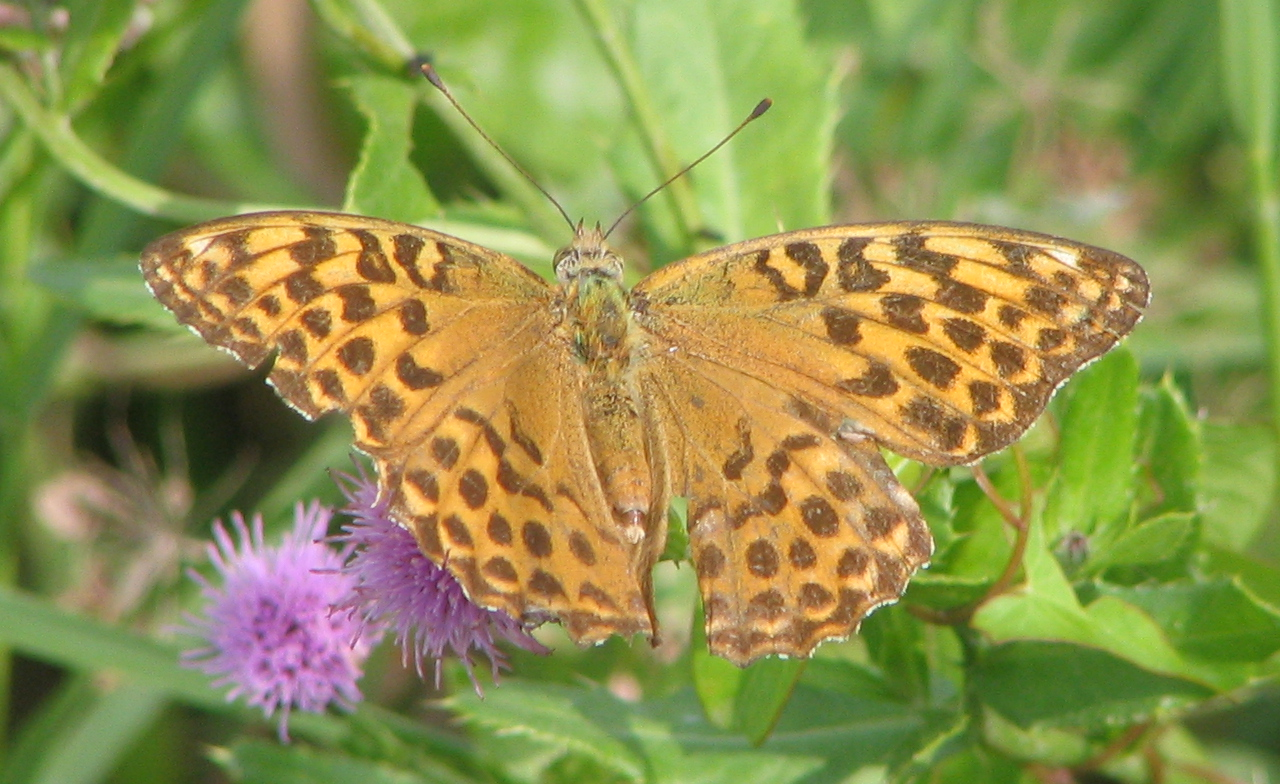
メス。オスより黒斑が大きい
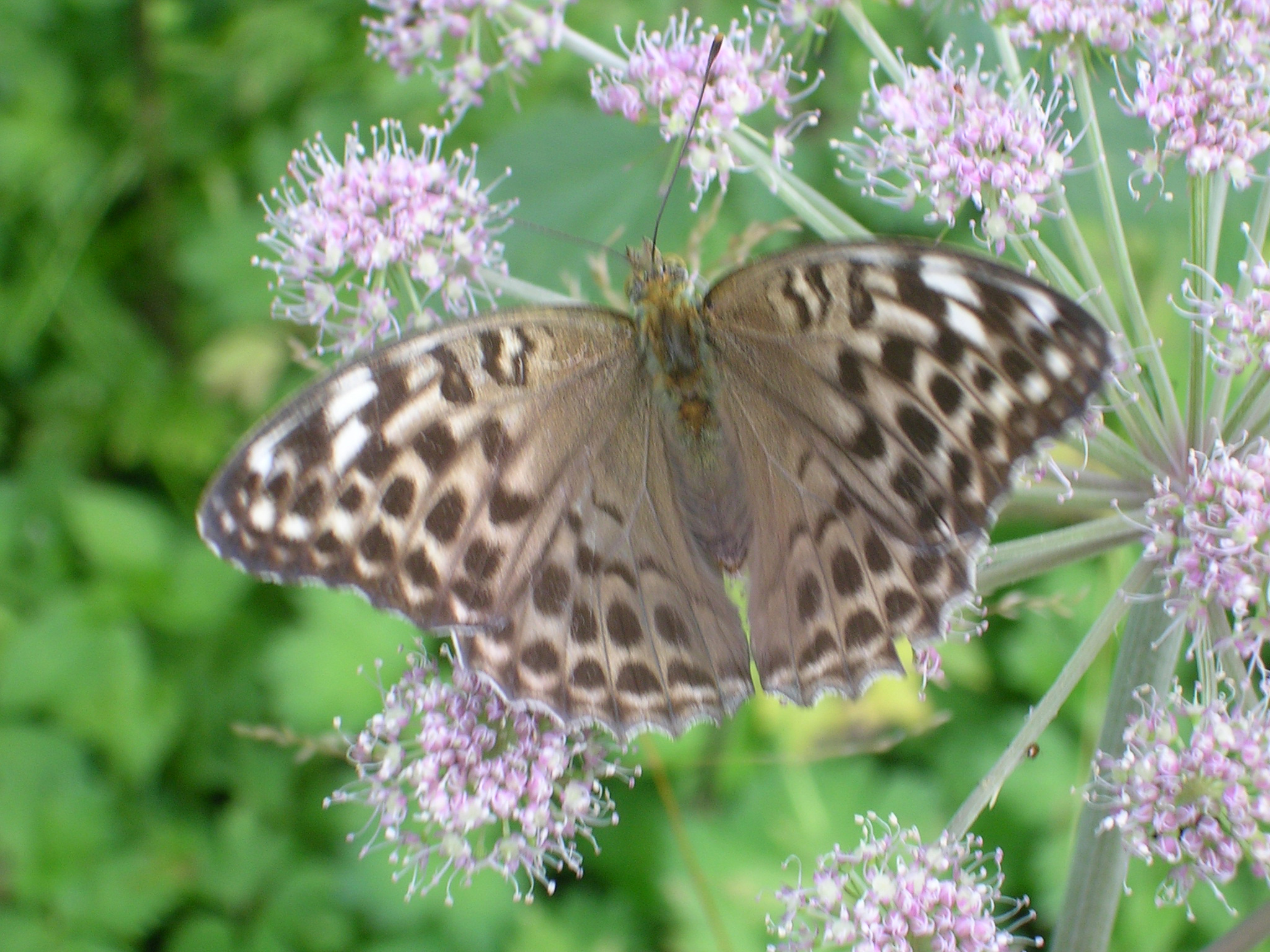
メスの暗色型
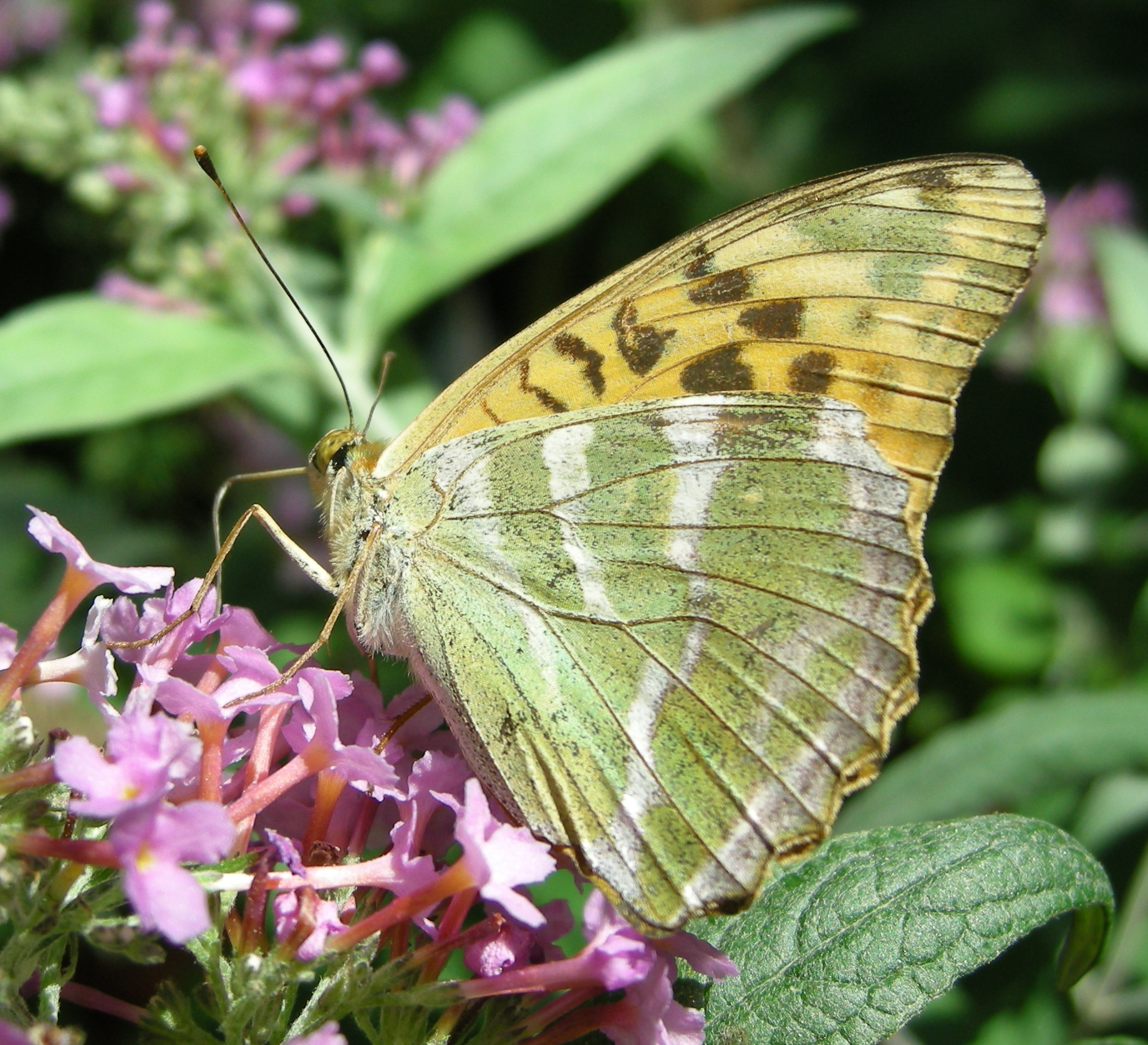
翅の裏側（オス）

ヨーロッパから中央アジア、シベリア、中国、朝鮮半島、日本の北海道から九州まで、ユーラシア大陸の温帯、寒帯域に広く分布する。また、アフリカの地中海沿岸にも分布する。
広い分布域の中で多くの亜種が知られるが、日本の亜種は A. p. tsushimana Fruhstorfer, 1906、または A. p. geisha Hemming, 1934 とされ、著者によって一定しない。なお、亜種名の"tsushimana"は対馬、"geisha"は芸者に因む命名である。
成虫は年1回だけ、6月-10月に発生する。ただし夏の暑い時期は休眠するので、飛び回る姿が見られるのは初夏と秋である。成虫での期間が長いため、秋には羽の破損した個体がよく見られる。成虫は森林周辺を飛び回り、各種の花に訪れる。
冬は卵、または若齢幼虫で越冬する。幼虫はスミレ類を食草とする。